# Lycophidion semiannule
Lycophidion semiannule (східна вовча змія) — вид змій родини Lamprophiidae. Ендемік Мозамбіку.

## Поширення і екологія
Східні вовчі змії мешкають на острові Бенгерра в архіпелазі Базаруто, а голотип цього виду походить з Іньямбане. Вони живуть в прибережних заростях.